# Història de l'odontologia

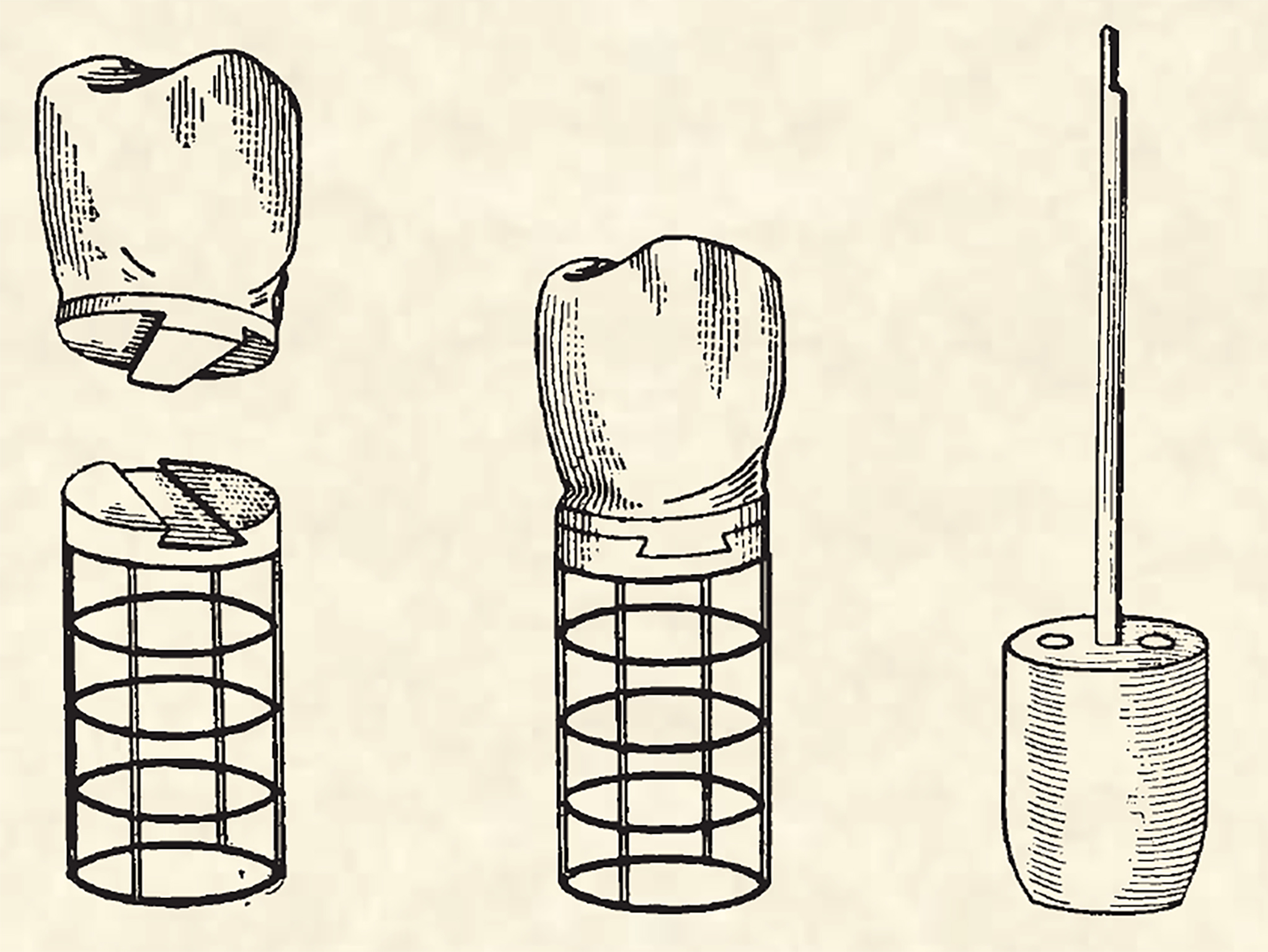
Cistella de Greenfield: un dels primers exemples d'un implant endo-ossi reeixit va ser el sistema d'implants de Greenfield de 1913

La història dels tractaments dentals es remunta a milers d'anys. L'abast d'aquest article es limita a la història anterior a 1981.
El primer exemple conegut de manipulació de la càries dental es troba en un home paleolític, datat entre 14.160 i 13.820 aC. El primer ús conegut d'un farcit després de l'eliminació de la polpa deteriorada o infectada es troba en un paleolític que va viure prop de l'actual Toscana, Itàlia, entre 13.000 i 12.740 aC. Encara que no són concloents, els investigadors han suggerit que els procediments dentals rudimentaris s'han realitzat fa 130.000 anys pels neandertals.
Es considera que dos dentistes han canviat la història dels tractaments dentals:
Ambroise Paré ( c. 1510 – 1590) va ser un cirurgià barber francès que va exercir aquest paper per als reis de França Enric II, Francesc II, Carles IX i Enric III. És considerat un dels pares de la cirurgia i de la patologia forense moderna i un pioner en les tècniques quirúrgiques i la medicina del camp de batalla, especialment en el tractament de les ferides.
Pierre Fauchard (1679 – 1761) és acreditat com el "pare de l'odontologia moderna". És àmpliament conegut per escriure la primera descripció científica completa de l'odontologia, Le Chirurgien Dentiste ( "El dentista cirurgià" ), publicada el 1728. El llibre descrivia l'anatomia i la funció oral bàsiques, els signes i símptomes de la patologia oral, els mètodes operatius per eliminar la càries i la restauració de les dents, la malaltia periodontal ( piorrea ), l'ortodòncia, la substitució de les dents que falten i el trasplantament de dents.
Pel que fa als implants, un dels avenços més importants és l'osteointegració que va ser denominada l'any 1981 per Tomas Albrektsson.

## Implants dentals

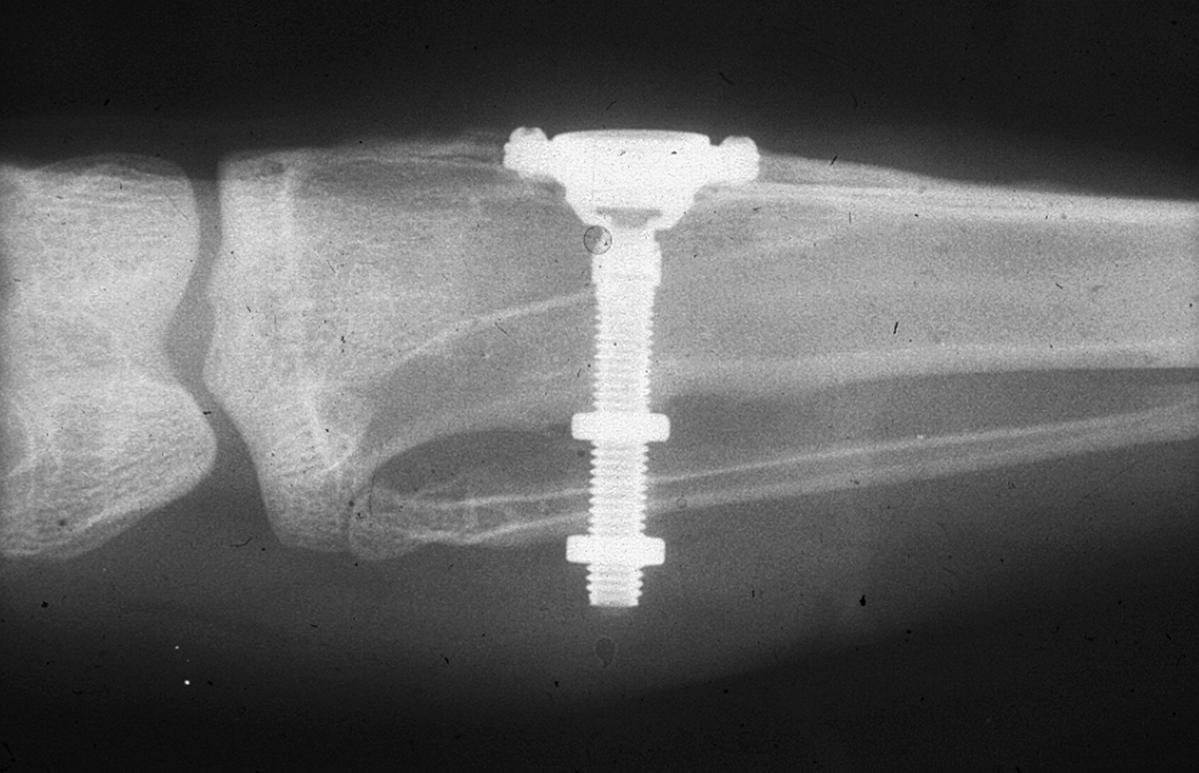
Mentre estudiava cèl·lules òssies en una tíbia de conill amb una cambra de titani, Brånemark no va poder treure-les de l'os. La seva comprensió que l'os s'adheriria al titani va conduir al concepte d'osteointegració i al desenvolupament d'implants dentals moderns. Es mostra la pel·lícula de raigs X original de la cambra incrustada a la tíbia del conill (disponible per Brånemark).

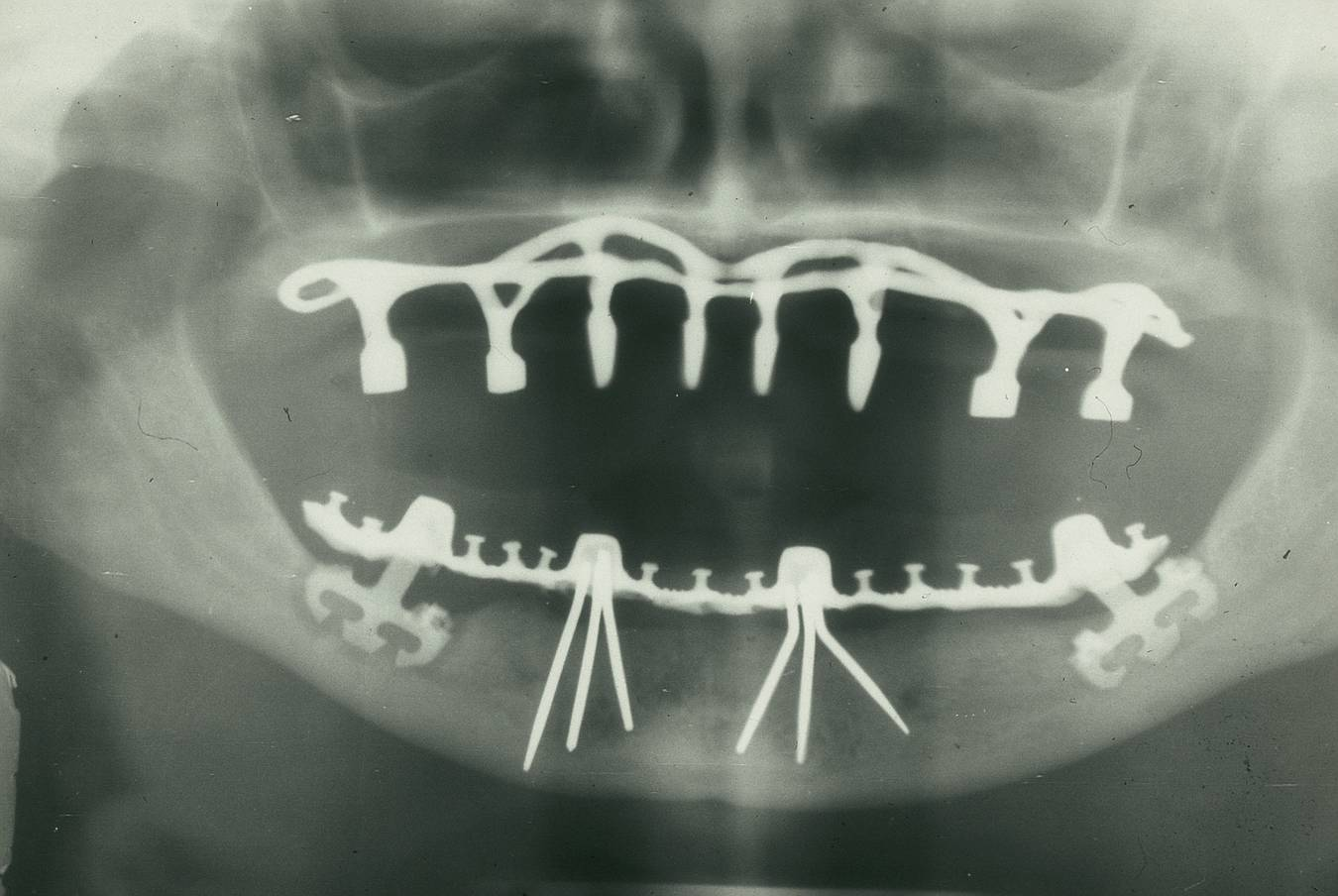
Radiografia panoràmica d'implants dentals històrics, presa el 1978

Hi ha proves arqueològiques de que els humans han intentat reemplaçar les dents que falten per implants en forma d'arrel durant milers d'anys. Les restes de l'antiga Xina (que datan de fa 4.000 anys) han tallat clavilles de bambú, clavades a l'os per reemplaçar les dents perdudes, i les restes de l'antic Egipte de fa 2000 anys tenen clavilles de forma similar fetes de metalls preciosos. Es va trobar que algunes mòmies egípcies havien trasplantat dents humanes i, en altres casos, dents fetes d'ivori. : 26  Els etruscs van produir els primers pòtics utilitzant bandes d'or individuals ja l'any 630 aC i potser abans. Wilson Popenoe i la seva dona l'any 1931, en un lloc d'Hondures que data de l'any 600 dC, van trobar la mandíbula inferior d'una jove maia, amb tres incisius desapareguts substituïts per trossos de petxines marines, amb una forma que s'assemblava a les dents. El creixement ossi al voltant de dos dels implants, i la formació de càlculs, indiquen que eren funcionals i estètics. Actualment, el fragment forma part de la Col·lecció Osteològica del Museu d'Arqueologia i Etnologia Peabody de la Universitat Harvard.
En els temps moderns, ja l'any 1969 es va informar d'un implant de rèplica dental, però l'anàleg de la dent de polimetacrilat estava encapsulat per teixits tous en lloc d'estar osteointegrat.
A principis del segle XX es van veure una sèrie d'implants fets amb una varietat de materials. Un dels primers implants amb èxit va ser el sistema d'implants Greenfield de 1913 (també conegut com a bressol o cistella Greenfield). L'implant de Greenfield, un implant d'iridioplatí unit a una corona d'or, va mostrar evidències d'osteointegració i va durar uns quants anys. El primer ús del titani com a material implantable va ser per part de Bothe, Beaton i Davenport l'any 1940, que van observar com es va apropar l'os als cargols de titani i la dificultat que tenien per extreure'ls. Bothe et al. van ser els primers investigadors a descriure el que més tard s'anomenaria osteointegració (nom que més tard seria comercialitzat per Per-Ingvar Brånemark). El 1951, Gottlieb Leventhal va implantar varetes de titani en conills. Els resultats positius de Leventhal el van fer creure que el titani representava el metall ideal per a la cirurgia.
A la dècada de 1950 s'estaven realitzant investigacions a la Universitat de Cambridge a Anglaterra sobre el flux sanguini als organismes vius. Aquests treballadors van idear un mètode per construir una cambra de titani que després es va incrustar en el teixit tou de les orelles dels conills. El 1952 el cirurgià ortopèdic suec, Per-Ingvar Brånemark, es va interessar a estudiar la curació i regeneració òssia. Durant el seu temps de recerca a la Universitat de Lund, va adoptar la "cambra de l'orella de conill" dissenyada per Cambridge per utilitzar-la al fèmur del conill. Després de l'estudi, va intentar recuperar aquestes càmeres cares dels conills i va trobar que no podia treure-les. Brånemark va observar que l'os havia crescut tan a prop del titani que es va adherir eficaçment al metall. Brånemark va realitzar més estudis sobre aquest fenomen, utilitzant subjectes animals i humans, que van confirmar aquesta propietat única del titani.Leonard Linkow, a la década de 1950, va ser un dels primers a inserir implants de titani i altres metalls als ossos de la mandíbula. Aleshores es van unir dents artificials a aquestes peces de metall. El 1965 Brånemark va col·locar el seu primer implant dental de titani en un voluntari humà. Va començar a treballar a la boca, ja que era més accessible per a observacions contínues i hi havia una alta taxa de dents perdudes a la població general oferia més temes per a un estudi generalitzat. Va denominar l'adherència clínicament observada de l'os amb titani com a "osteointegració". : 626 Des de llavors, els implants han evolucionat en tres tipus bàsics:
1. implants en forma d'arrel; el tipus d'implant més comú indicat per a tots els usos. Dins del tipus d'implant en forma d'arrel, hi ha aproximadament 18 variants, totes fetes de titani però amb diferents formes i textures superficials. Hi ha proves limitades que demostren que els implants amb superfícies relativament llises són menys propensos a la periimplantitis que els implants amb superfícies més rugoses i no hi ha proves que demostrin que qualsevol tipus d'implant dental en particular tingui un èxit superior a llarg termini.[17]
2. implant de zigoma ; un implant llarg que pot ancorar-se a l'os de la galta passant pel si maxil·lar per retenir una dentadura superior completa quan l'os està absent. Tot i que els implants zigomàtics ofereixen un enfocament nou per a la pèrdua òssia severa a la mandíbula superior, no s'ha demostrat que ofereixin funcionalment, cap avantatge sobre l'empelt ossi , tot i que poden oferir una opció menys invasiva, depenent de la mida de la reconstrucció requerida.[18]
3. Els implants de petit diàmetre són implants de baix diàmetre amb construcció d'una sola peça (implant i pilar ) que de vegades s'utilitzen per a la retenció de pròtesis o ancoratge d'ortodòncia.

Els implants ceràmics fets amb alúmina es van introduir entre els anys 60 i 70, però finalment es van retirar del mercat a principis dels 90 perquè presentaven alguns problemes biomecànics (com la baixa tenacitat a la fractura) i van ser substituïts per implants de zirconi.
La cirurgia dental assistida per robot, fins i tot per a implants dentals, també s'ha desenvolupat a la dècada de 2000.

## Dentadures

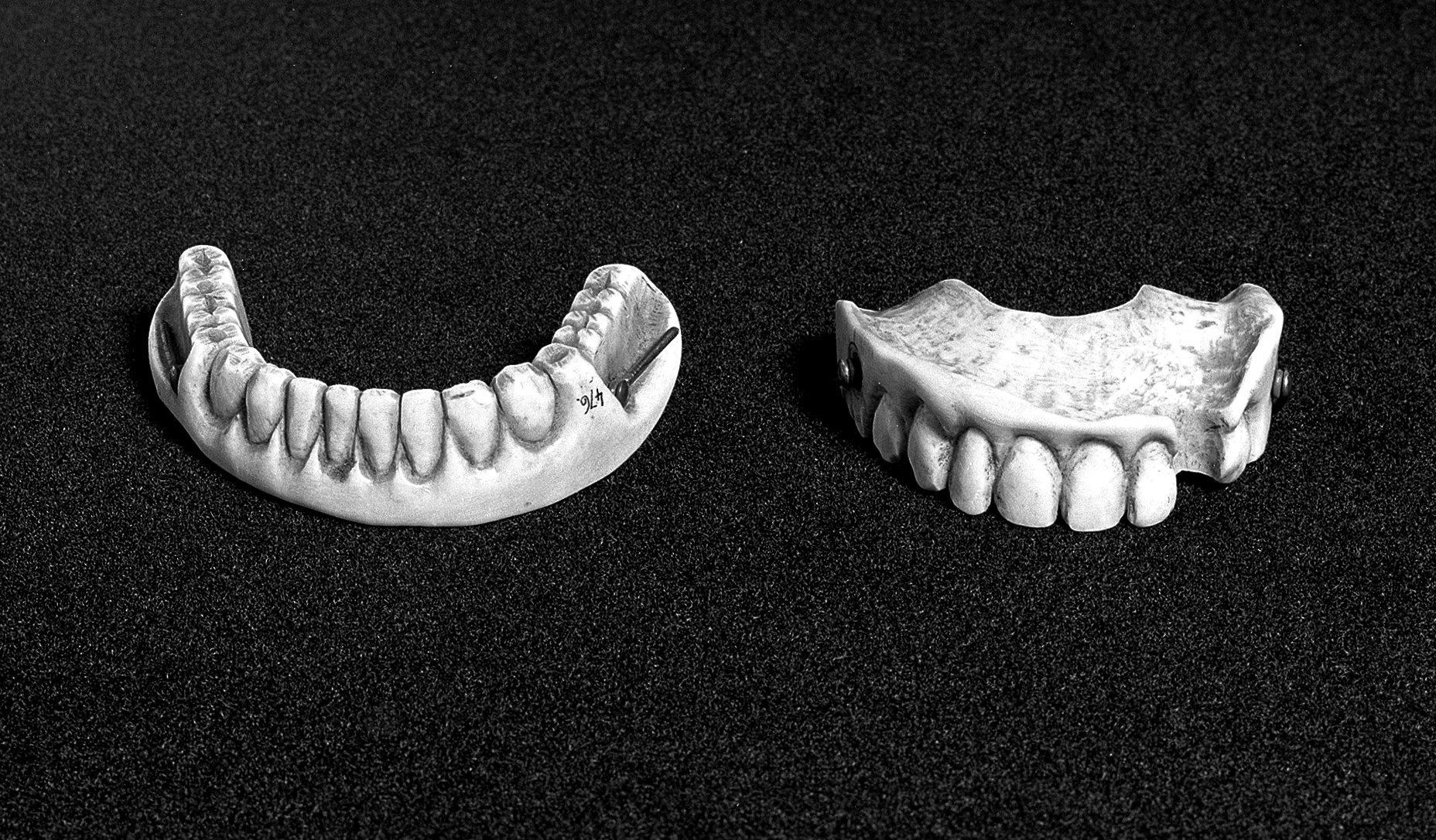
Dentadura de marfil tallada del segle XVIII. L'esquerra és inferior/mandibular; superior/maxil·lar a la dreta.

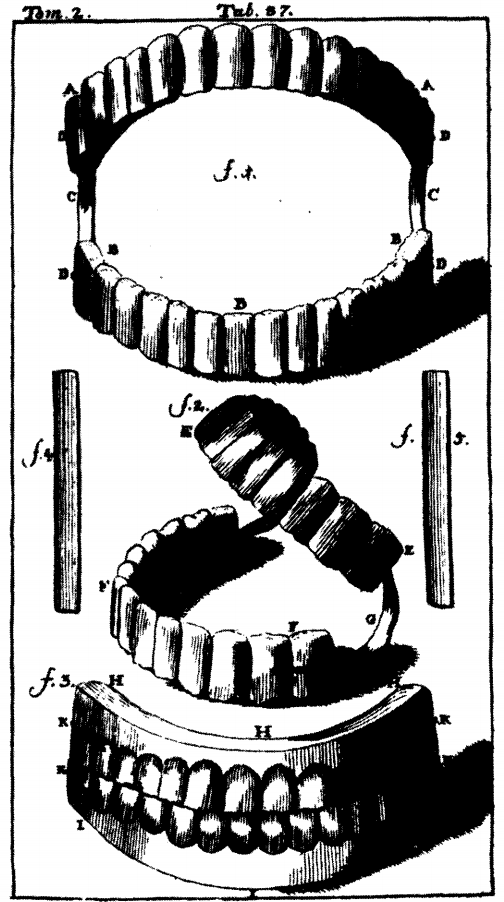
Pierre Fauchard va descriure la construcció de pròtesis dentals utilitzant un marc metàl·lic, dents d'os d'animals i molles de fulla el 1728.

Ja al segle VII aC, els etruscs del nord d'Itàlia feien pròtesis parcials amb dents humanes o d'altres animals subjectades amb bandes d'or. Els romans probablement havien manllevat aquesta tècnica al segle V aC.
Les pròtesis plenes de fusta es van inventar al Japó a principis del segle XVI. S'introduiacera d'abelles suavitzada a la boca del pacient per crear una impressió, que després s'omplia amb cera d'abelles més dura. Aleshores es van tallaven minuciosament les pròtesis de fusta basant-se en aquest model. La més antiga d'aquestes dentadures era completament de fusta, però les versions posteriors utilitzaven dents humanes naturals, pagodita esculpida, ivori o banya d'animals per a les dents. Aquestes pròtesis es construïen amb una base àmplia, aprofitant els principis d'adhesió per mantenir-les al seu lloc. Aquesta era una tècnica avançada per a l'època; no es replicaria a Occident fins a finals del segle XVIII. Les pròtesis de fusta es van continuar utilitzant al Japó fins a l'obertura del Japó a Occident al segle XIX.
El 1579 el barber-dentista Ambroise Paré va crear dentadures d'or i plata per al rei francès Carles IX. Ambroise Paré és considerat un dels pares de la cirurgia i la patologia forense moderna i un pioner en les tècniques quirúrgiques i la medicina del camp de batalla, especialment en el tractament de les ferides. El 1728, Pierre Fauchard va descriure la construcció de pròtesis dentals utilitzant un marc metàl·lic i dents esculpides a partir d'os animal. Les primeres dentadures de porcellana van ser fetes cap al 1770 per Alexis Duchâteau. El 1791, la primera patent britànica va ser concedida a Nicholas Dubois De Chemant, anterior assistent de Duchateau, per a "De Chemant's Specification":
 […] composició per a la fabricació de dents artificials, ja siguin individuals dobles o en fileres o en conjunts complets, i també molls per a fixar-los o enganxar-los d'una manera més fàcil i eficaç que qualsevol descoberta fins ara que aquestes dents puguin. ser de qualsevol to o color, que es conservaran durant qualsevol període i, per tant, s'assemblaran més perfectament a les dents naturals.
Va començar a vendre les seves mercaderies el 1792, amb la major part de la seva pasta de porcellana subministrada per Wedgwood.
Es creu que Peter de la Roche del Londres del segle XVII va ser un dels primers "operadors de les dents", homes que es van anunciar com a especialistes en treballs dentals. Sovint eren professionals orfebres, torners d'ivori o estudiants de barber-cirurgians.
El 1820, Samuel Stockton, un orfebre d'ofici, va començar a fabricar dentadures de porcellana d'alta qualitat muntades sobre plaques d'or de 18 quirats. Les dentadures posteriors a partir de la dècada de 1850 es van fer de vulcanita, una forma de cautxú endurit a la qual es van col·locar dents de porcellana. Al segle xx, es van utilitzar resina acrílica i altres plàstics. A Gran Bretanya, les enquestes seqüencials de salut dental per a adults van revelar que l'any 1968 el 79% de les persones d'entre 65 i 74 anys no tenien dents naturals; el 1998, aquesta proporció havia caigut fins al 36%.
George Washington (1732–1799) va tenir problemes amb les seves dents al llarg de la seva vida, i els historiadors han seguit les seves experiències amb gran detall. Va perdre la seva primera dent adulta quan tenia vint-i-dos anys i només li quedava una quan va esdevenir president. John Adams diu que els va perdre perquè els va utilitzar per trencar nous del Brasil, però els historiadors moderns suggereixen que l'òxid de mercuri, que li van donar per tractar malalties com la verola i la malària, probablement va contribuir a la pèrdua. Va tenir diversos jocs de dents postizas, quatre d'ells per un dentista anomenat John Greenwood. Cap dels conjunts, contràriament a la creença popular, estava fet de fusta ni contenia fusta. El conjunt realitzat quan es va convertir en president estaven tallats en hipopòtam i ivori d'elefant, units amb fonts d'or. Abans d'aquests, tenia un conjunt fet amb dents humanes reals, probablement les que va comprar a "diversos negres sense nom, presumiblement esclaus de Mount Vernon" el 1784. Els problemes dentals de Washington el van deixar amb un dolor constant, pel qual va prendre làudanum. Aquesta angoixa pot ser evident en molts dels retrats pintats mentre encara era al càrrec, inclòs el que encara s'utilitza en el bitllet d'1 $. 
Charles Darwin (1809–1882) va tenir problemes dentals des de ben petit, com a conseqüència dels vòmits repetits que van ser una característica de la seva malaltia de tota la vida i el mal de mar que va patir quan estava a bord de l'HMS Beagle. Com els pacients actuals amb vòmits repetits, la regurgitació de l'àcid gàstric hauria provocat erosions dentals. Quan el Beagle es trobava a Hobart (1836) va visitar un dentista local, Henry Jeanneret (1802–1886) i abans del viatge (1833) va registrar que necessitava una dentadura per ser reparada. Més tard en la vida (1852) li van treure cinc "molars" (molars) sota cloroform, i el seu és un dels primers registres d'aquesta substància que s'utilitzava com a anestèsic en odontologia.

## Avenços en la impressió 3D i aplicacions en odontologia
Impressió 3D
En els darrers 50 anys hi ha hagut avenços significatius en el camp de l'odontologia a causa de l'ús i desenvolupament de la impressió i la imatge 3D. Aquestes innovacions inclouen estereolitografia i processament digital de la llum.
Estereolitografia
La tècnica d'estereolitografia (SLA) va ser desenvolupada per Charles Hull i patentada el 1986. La tecnologia es va desenvolupar originalment per a la fabricació i s'ha aplicat a multitud de camps. Les aplicacions habituals d'aquesta tecnologia en odontologia inclouen, entre d'altres, el modelatge, les pròtesis temporals, els retenidors, els alineadors i els models d'ortodòncia.
Un làser ultraviolat (UV) s'utilitza per curar una resina de polímer líquida en capes. Aquest polímer líquid es manté en un recipient mentre el làser polimeritza les capes de resina. Aquest procés es repeteix capa per capa i el producte acabat es refina i s'endureix en un forn UV o un bany de dissolvent.
Processament digital de la llum
El processament de llum digital (DLP) es va crear poc després de la tecnologia SLA el 1987, a Texas Instruments. Els mètodes SLA i DLP són molt similars, però el mètode DLP té un parell de característiques clau del procés que difereixen. Les aplicacions d'aquesta tecnologia inclouen motlles i models dentals personalitzats, així com equips mèdics personalitzats.
DLP utilitza màquines d'impressió 3D que accepten fitxers de disseny assistit per ordinador (CAD) i. Fitxers STL. El procés comença amb la baixada de la plataforma de construcció a una tina de resina líquida. A continuació, s'utilitza una font de llum digital per endurir cada capa. La font de llum cura la resina i les capes s'acumulen unes sobre les altres fins que finalment s'eliminen de la impressora. La resina que s'utilitza habitualment és la resina termoendurible, que es cura quan s'exposa a una font de llum. Les impressores DLP són eficients perquè cada coordenada d'una capa es cura simultàniament.
Aplicacions dentals de la tecnologia d'impressió 3D
S'han imprès en 3D caps de dents que s'assemblen a dents reals. Altres aplicacions inclouen modelatge dental, ortodòncia digital, modelatge mèdic, guies de perforació i tall i marcs de pròtesis parcials.